# 威爾·萊特
威爾·萊特（1960年1月20日—）是一位美國電腦遊戲設計師和電腦遊戲公司Maxis的創辦人，他是幾款革命性電腦遊戲的始祖：模擬城市（SimCity）、模擬市民（The Sims）和Spore。

## 生平

### 早年生活
威廉·拉爾夫·萊特在1960年出生於美國喬治亞州亞特蘭大，他的父母是老威爾·萊特（Will Wright, Sr.）和貝芙麗·萊特·愛德華茲（Beverlye Wright Edwards）。老威爾·萊特畢業於佐治亞理工學院，他亦是一位塑膠成人製品廠的企業家。在1960年代初，老威爾·萊特創辦了一間成功有名的公司，好讓萊特家能夠在亞特蘭大中住得舒服。而貝芙麗則是一位業餘音樂家和演員。小萊特於當地的一間蒙特梭利學校（Montessori school）接受教育，他很欣賞學校所提倡的創造力、問題解難和自我激勵這三個教學理念。萊特承認《模擬城市》的創作靈感是源於他在學校所獲得的經驗。
蒙特梭利教懂我發現事物的樂趣……這表示你可以對一些複雜的理論產生學習的興趣，例如你可以透過玩積木來學習畢達哥拉斯定理。這一切都是培養你的自學能力，好過只懂要老師為你解釋所有的概念。《模擬城市》就是源於蒙特梭利的教學理念 — 如果你教導別人應用這個模範於建造城市當中，他們便能提取出城市設計的重要原理了。
當小萊特9歲時，他的父親因白血病而逝世。他的母親舉家移居到她的家鄉路易斯安那州巴頓魯治。

## 遊戲作品
- Raid on Bungeling Bay
- 模擬城市系列：模擬城市、模擬城市2000、模擬城市3000（萊特並不屬模擬城市4和模擬城市：夢之都的設計小組）
- 模擬地球（Sim Earth）
- 模擬生命（Sim Life）
- 模擬直升機（Sim Copter）
- 模擬螞蟻（Sim Ant）
- 模擬市民（萊特並無參與模擬市民2、模擬市民3和模擬市民4的設計）
- Spore

## 外部連結
- Will Wright在互联网电影资料库（IMDb）上的資料（英文）
- 威爾·萊特的非官方網站 （页面存档备份，存于） （英文）